# Conophyma mirabile
Conophyma mirabile är en insektsart som beskrevs av Leo L. Mishchenko 1950. Conophyma mirabile ingår i släktet Conophyma och familjen Dericorythidae.

## Underarter
Arten delas in i följande underarter:
- C. m. mirabile
- C. m. coruscum